# Jacquinia morenoana
Jacquinia morenoana là một loài thực vật có hoa trong họ Anh thảo. Loài này được Cast.-Campos & E. Medina mô tả khoa học đầu tiên năm 1998.